# Сентрал-Кост
Сентрал-Кост (англ. Central Coast Regional District) — один из 29 региональных округов Британской Колумбии, Канада. На 2016 год в округе проживало 3319 человек.
Округ был инкорпорирован 16 июля 1968 года под названием Оушен-Фоллс. 2 декабря 1976 года округ сменил название на Сентрал-Кост.

## Географическое положение
Площадь Сентрал-Кост составляет 24 491 км². Он граничит с округом Китимат-Стикин на севере, Балкли-Нечако на северо-востоке, Карибу на востоке, Маунт-Уэддингтон на юге. Округ включает в себя 3 индейские резервации. Остальная часть Сентрал-Кост разделена на 4 избирательных округа. В округе находится несколько неинкорпорированных сообществ: Белла-Белла, Белла-Кула, Денни-Айленд, Оушен-Фоллс, Овекено. Белла-Кула находится на устье реки Белла-Кула, это единственная долина в округе, в которую проложены дороги и летает самолёт (летом дважды в день из Ванкувера).

## Население
По данным переписи 2016 года население Сентрал-Кост составляло 3319 человека. В округе было 1285 домашних хозяйств и 945 семей. Плотность населения составляла 0,1 человек на км². Население Сентрал-Кост с 2011 года увеличилось на 3,5 % (в среднем по провинции Британская Колумбия наблюдался прирост в 5,6 %). Для 92,9 % жителей округа родным языком был английский, 2,4 % указали родным один из языков коренного населения Канады, 0,8 % — немецкий.
Население округа по возрастному диапазону по данным переписи 2016 года распределилось следующим образом: 20,3 % — жители младше 14 лет, 64,6 % — от 15 до 65 лет и 15,1 % — в возрасте 65 лет и старше. Средний возраст населения — 39,9 года, медианный возраст — 41,3 лет.
Из 1285 домашних хозяйств 73,5 % представляли собой семьи: 56,0 % совместно проживающих супружеских пар (37,7 % — в браке, 18,3 % — в гражданском сожительстве); 12,4 % — женщины с детьми, проживающие без мужей и 4,7 % — мужчины с детьми, проживающие без жён. В среднем домашнее хозяйство ведут 2,6 человека, а средний размер семьи — 2,9 человека. Среди 2645 человек старше 15 лет 56,0 % живут в паре (38,2 % — в браке, 17,6 % — в гражданском сожительстве), 29,0 % — никогда не были женаты.
В 2015 году медианный доход на семью оценивался в 60 928 $, на домашнее хозяйство — в 48 000 $. Доход на душу населения — 22 773 $ в год, при этом мужчины имели медианный доход в 21 531 долларов США в год против 24 277 долларов среднегодового дохода у женщин.
| 1981 | 1986 | 1996 | 1997 | 1998 | 1999 | 2000 | 2001 | 2002 | 2003 | 2004 | 2005 | 2006 | 2007 | 2011 | 2016 |
| ---- | ---- | ---- | ---- | ---- | ---- | ---- | ---- | ---- | ---- | ---- | ---- | ---- | ---- | ---- | ---- |
| 3047 | 3120 | 4079 | 4275 | 4181 | 4078 | 3980 | 3943 | 3855 | 3709 | 3576 | 3519 | 3385 | 3327 | 3319 | 3206 |